# Центральна збагачувальна фабрика «Червоноградська»
Центральна збагачувальна фабрика «Червоноградська» — збудована за проектом інституту «Південдіпрошахт» і введена в дію у 1979 році. Проектна потужність — найбільша у Європі — становила 9600 тис. тон на рік, що передбачало охоплення збагаченням усього вугілля, яке видобувалося шахтами Львівсько-Волинського вугільного басейну. Товарний концентрат призначався для постачання на теплові електростанції Західного регіону і, частково, на коксохімічні заводи Придніпров'я. Фабрика має потужний вуглеприйом (3 бокові вагоноперекидачі), значну ємність дозувально-акумулюючих бункерів, двосекційну (по 2 потоки) технологічну схему з глибиною збагачення 0 мм: клас 13-150 мм — у важкосередовищних сепараторах, 0-0,5-13 мм — у відсаджувальних машинах, шлам 0-0,5 мм — флотацією. В подальшому флотаційне відділення було демонтоване, у водно-шламову схему внесені відповідні зміни. На фабриці встановлене додаткове обладнання (гідроциклони, гвинтові сепаратори, фільтр-преси) для збагачення шламового продукту, що виймається з мулонакопичувача, з метою одержання паливного продукту.
Місце знаходження: м. Соснівка, Львівська обл., залізнична станція Сілець-Завоне;